# Németh Ferenc (versenylovas)

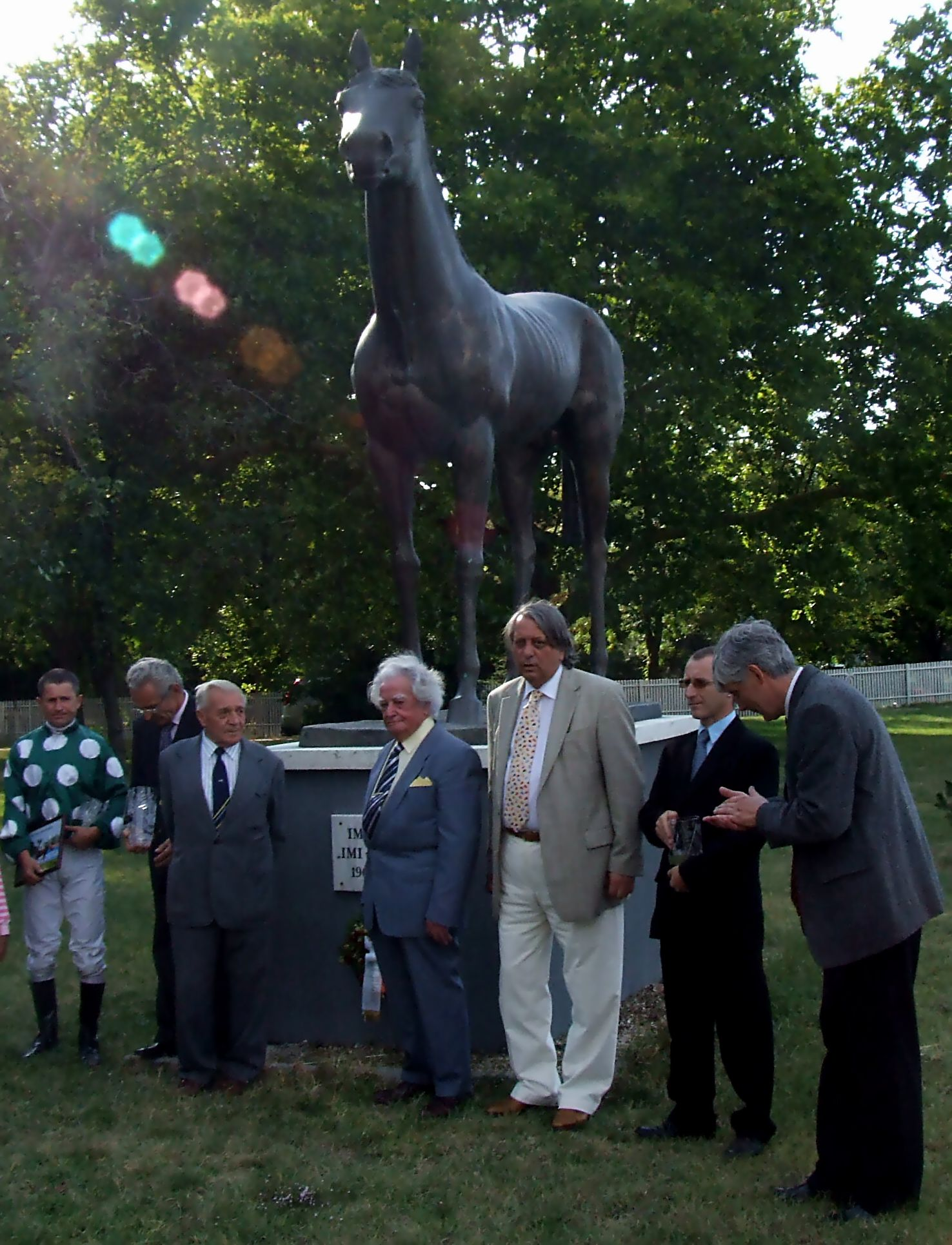
Koszorúzás Imperiál szobránál
Középen Németh Ferenc és Aperianov Zakariás

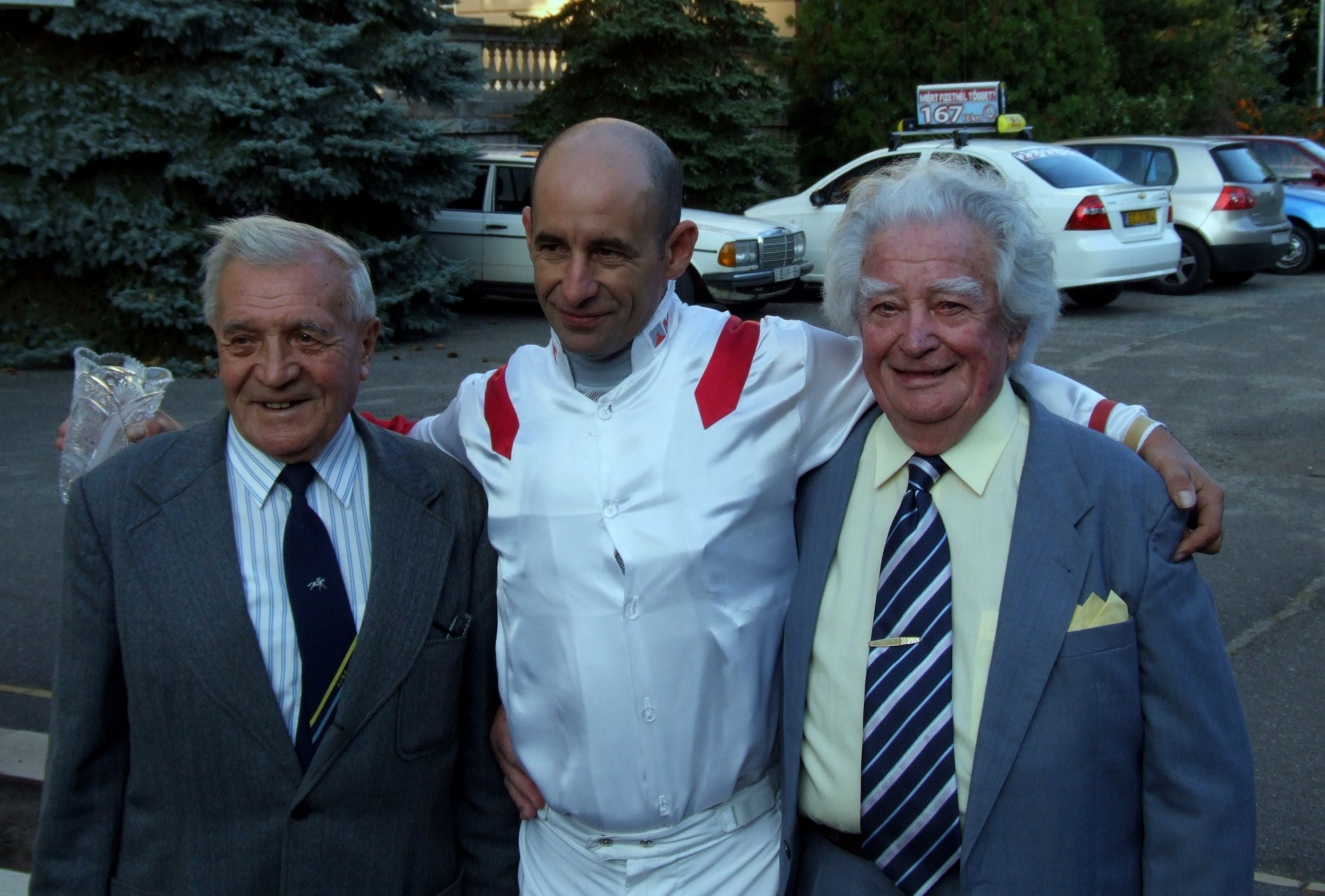
Németh Ferenc L. P. Lopez-zel
és Aperianov Zakariással

Németh Ferenc (Sármellék, 1927. február 13. –  Budapest, 2010. december 21.) magyar versenylovas, lóidomár, tréner, Imperiál egykori lovasa.

## Életút

### Kezdetek
Egy szegény paraszti, kilencgyermekes család szülöttje. Édesapja télen, a befagyott Balatonon nádvágással próbált jövedelemhez jutni. Így került ismeretségbe egy nádkereskedővel, aki bejáratos volt a milánói lovaskörökbe. A 15 éves, "csenevész" kisfiút (alig 33 kiló) azonnal magával akarta vinni az észak-olasz metropolisba, édesapja ezt nem engedte. Hozzájárulását adta viszont az alagi munkavállaláshoz, ahol egyik leány testvére "szolgálatban" volt.
1942. február 5-én, ifj. Gombolai Ferencnél, lovász fiú státuszban szerződést kapott. A "Honvéd" istálló, Binder Ottó huszár tábornok parancsnoksága alatt,  a Réti Pályán állt. Vele együtt került alkalmazásba Bagyánszky Gábor is.

### Pályafutása
Lovaglási engedélyt (sík és gátversenyekre is) 1944-ben kapott. Először június 4-én az Alagi Díj napján ülhetett nyeregbe. Illusztris társaságba került. A versenyt nyerő Keszthelyi István mellett, csupa nagy név: Gutai János, Klimscha Albert, Gill, Szentgyörgyi István, Szokolai István és Papdopulos voltak ellenfelei. A Petárda névre keresztelt kancával, helyezetlen maradt. Az első sikereit gátversenyeken érte el. Darázsfészek nevű lovával ünnepelték először győztesként.
A háború pályafutásából két évet vett el. 1946. július 6-án rendezték az első versenyt, a Budapest Galopp Versenypályán. Abrakti nevű kancával győzelemmel ünnepelte ezt a napot. A Hadseregi istállóban Cánth idomár keze alatt dolgozott. 1952-ben nyerte 60. versenyét. Ugyanebben az évben zsoké minősítést kapott.
Legnagyobb ellenfele a súlya volt. Az akadályversenyzést is nagyobb fizikai igénybevétel érdekében folytatta a galopp lovaglás mellett. Ő volt az egyik legeredményesebb a magyar lovasok között, a Pardubicei világhírű akadályversenyen. Tiszteletére háromszor játszották el a magyar himnuszt.
Összesen 270 győzelmet aratott. Ismertsége leginkább Imperiálhoz köthető, a lóval tíz győzelmet szerzett. Külföldön tíz győzelmet aratott. Több hazai és nemzetközi nagydíj mellett három derbyt  nyert (1958: Mormota, 1963: Imperiál, 1965: Regény). Imivel, Imperiál apjával a Szocialista Országok Kupáját is megnyerte.
Több díjat nyert: Többek között a St. Leger Díjat, Ménesek Nagydíját, Köztársasági Díjat, Osztrák Díjat, Nemzeti Díjat, Alagi Díjat.
Lovas pályafutása befejeztével, 1968-tól trénerként kezdett el dolgozni. Tunguz és Bűvölő nevű lovaival idomárként szinte az összes nagydíjat megnyerte, köztük a derbyt is. Bűvölővel  megszerezte az „év lova” címet.

## Magánélet
Feleségével, Sára Veronikával a lóversenypályán ismerkedtek meg. Ötven évig éltek boldog házasságban.
A legendás zsoké a Kincsem Park melletti lovas kolónián lakott. Nemcsak a közelség miatt volt minden verseny látogatója, évekig hivatalos személyisége is. A kevesek által követett etikett szerint öltözve,  kékes-szürke öltönyében bárkivel beszédbe elegyedett, csak tanácsot nem adott senkinek, ő maga sem fogadott soha.
2010. december 21-én a vásárlásból hazafelé tartva, a jeges úton végzetes balesetet szenvedett. Nagy sikereinek színhelye közelében érte a halál. A 2011-es ügető szilveszteren már nem lehetett jelen,  nem gratulálhatott Az év galopp lova (Tutanhamon) tulajdonosának, mint ahogyan tette ezt egy évvel korábban, Steady As A Rock esetében.

## Epilógus
Elmondása szerint sohasem fogadott, „pedig ha megtette volna, milliomos lehetne a kisnyugdíjas státusz helyett”:
– Van valami tutija? - kérdezi Feri bácsit egy megrögzött fogadó a lovin.
– Hogy ne lenne, de soha sem adok tippet, sőt magam sem fogadok. Nem lenne becsületes, pedig ma is betéve tudom melyik ló és hajtó esélyes - mondja az idős zsoké. Negyven két éve zsíros szerződést tettek elé Svédországban, de ő maradt, noha sok zsoké disszidált és lett milliomos külföldön. Az ötvenhatos forradalom alatt pont Imit lovagolta be, amikor lőni kezdték a Lovit. Élete kockáztatásával menekítette a mént Alagra. Akkor még nem tudta senki, hogy ez a csődör lesz a legendás Imperiál apja.

## A búcsú
2011. január 10-én a Kincsem Park-ban, Imperiál szobránál búcsúztatták barátai, pályatársai és tisztelői. A legendás sportemberre Dr. Gaál Szabolcs és Dr. Prutkay János emlékezett.
Hamvait legendás lova szobránál és szülőfalujához közel, Garabonc temetőjében helyezték el.

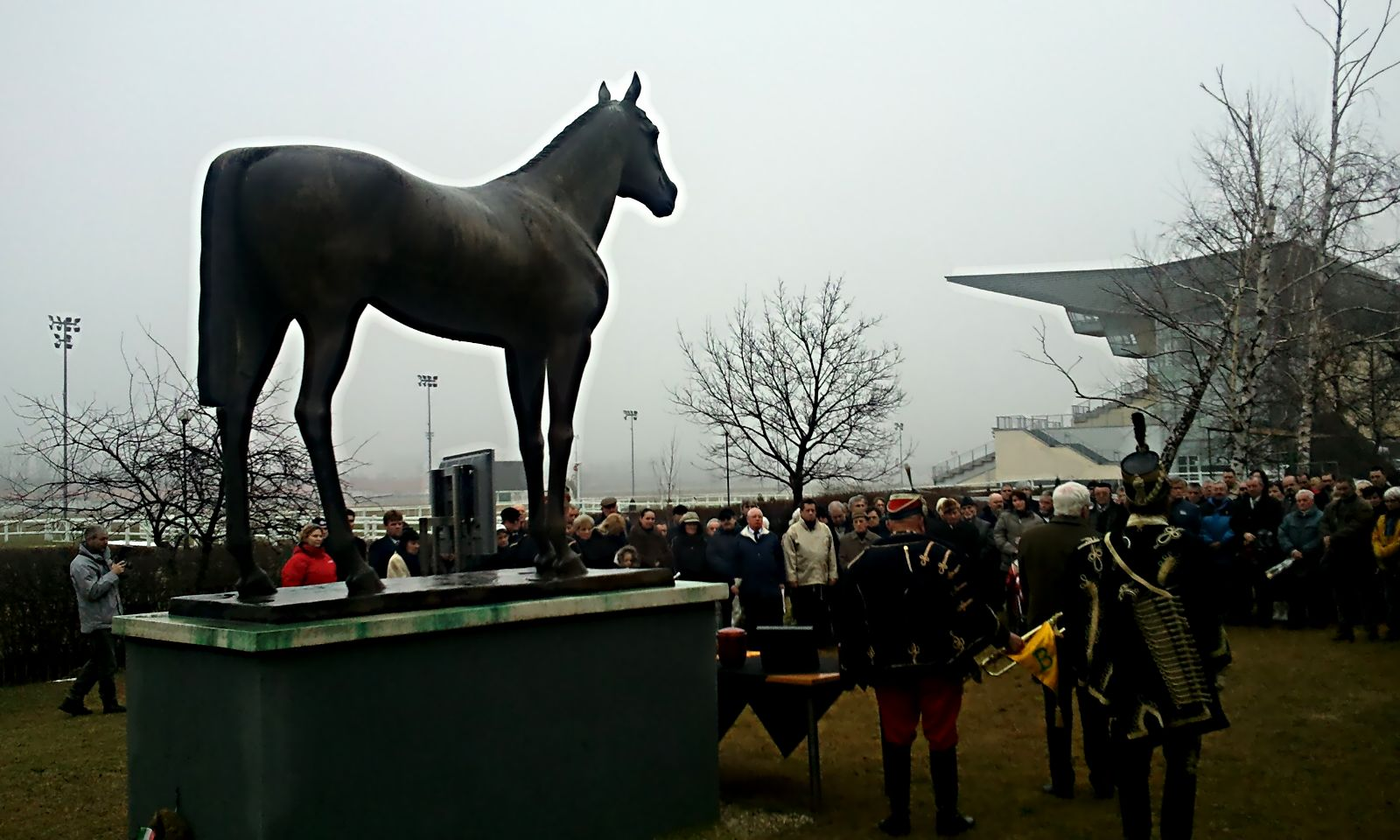
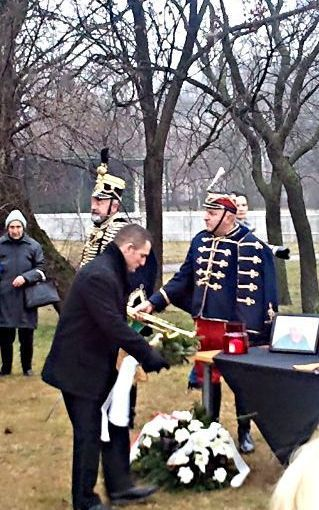
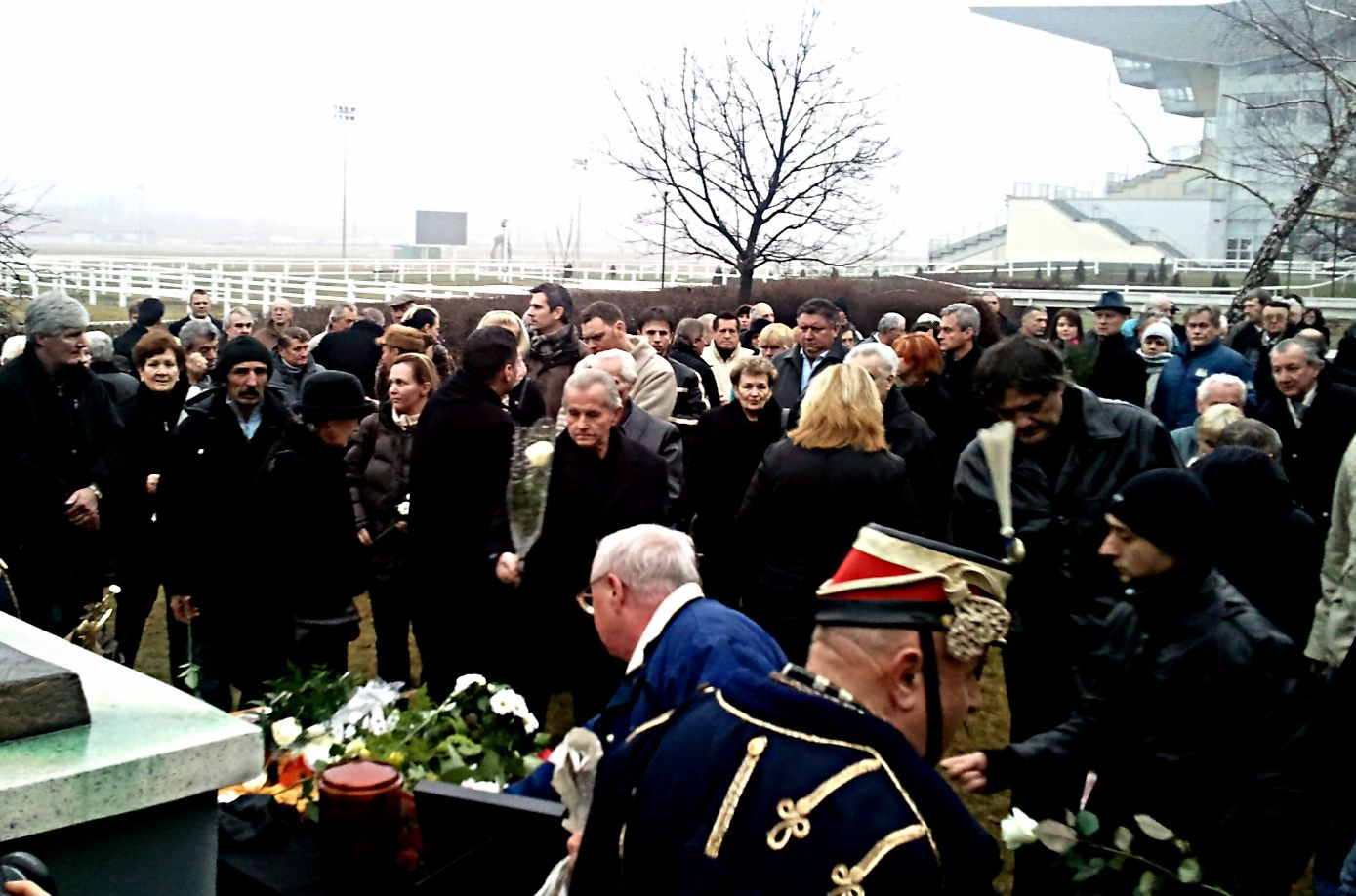
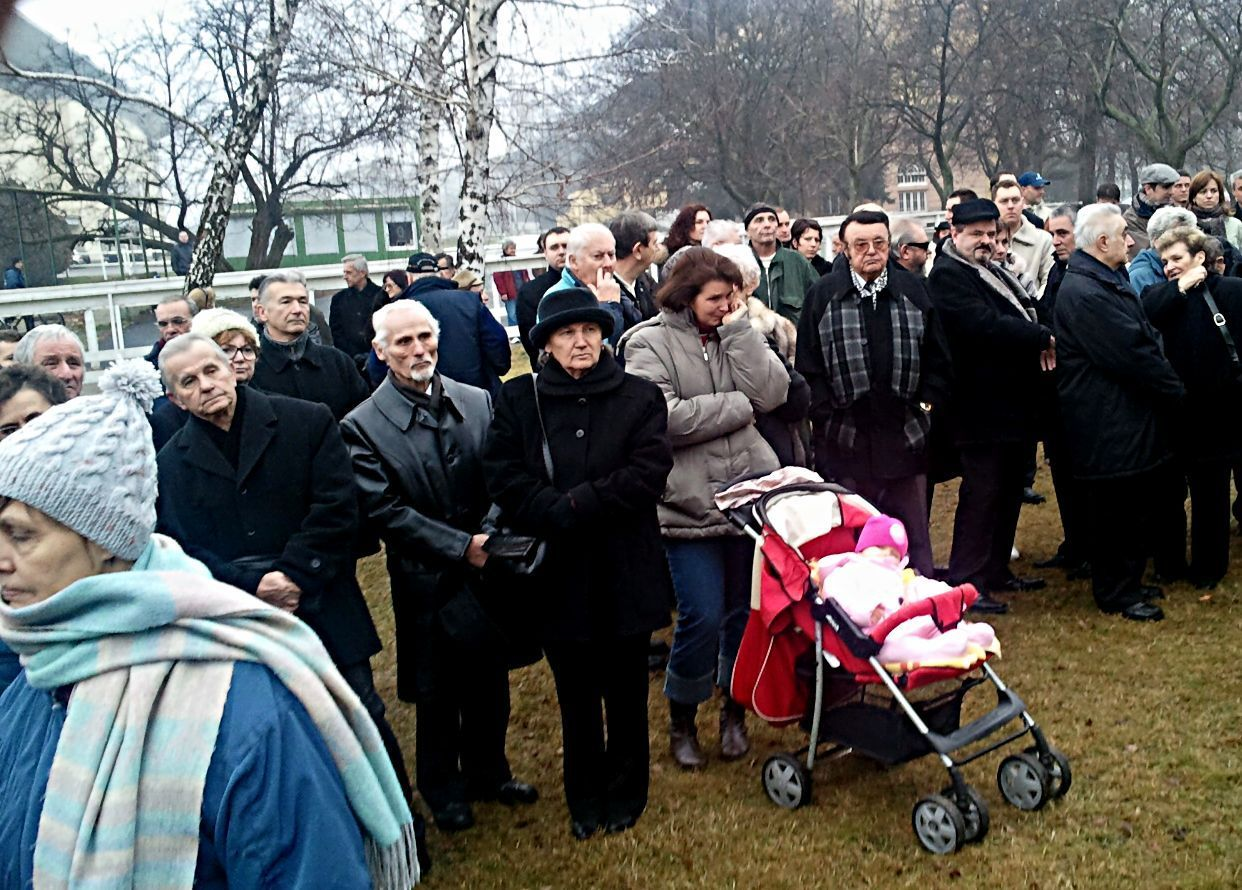
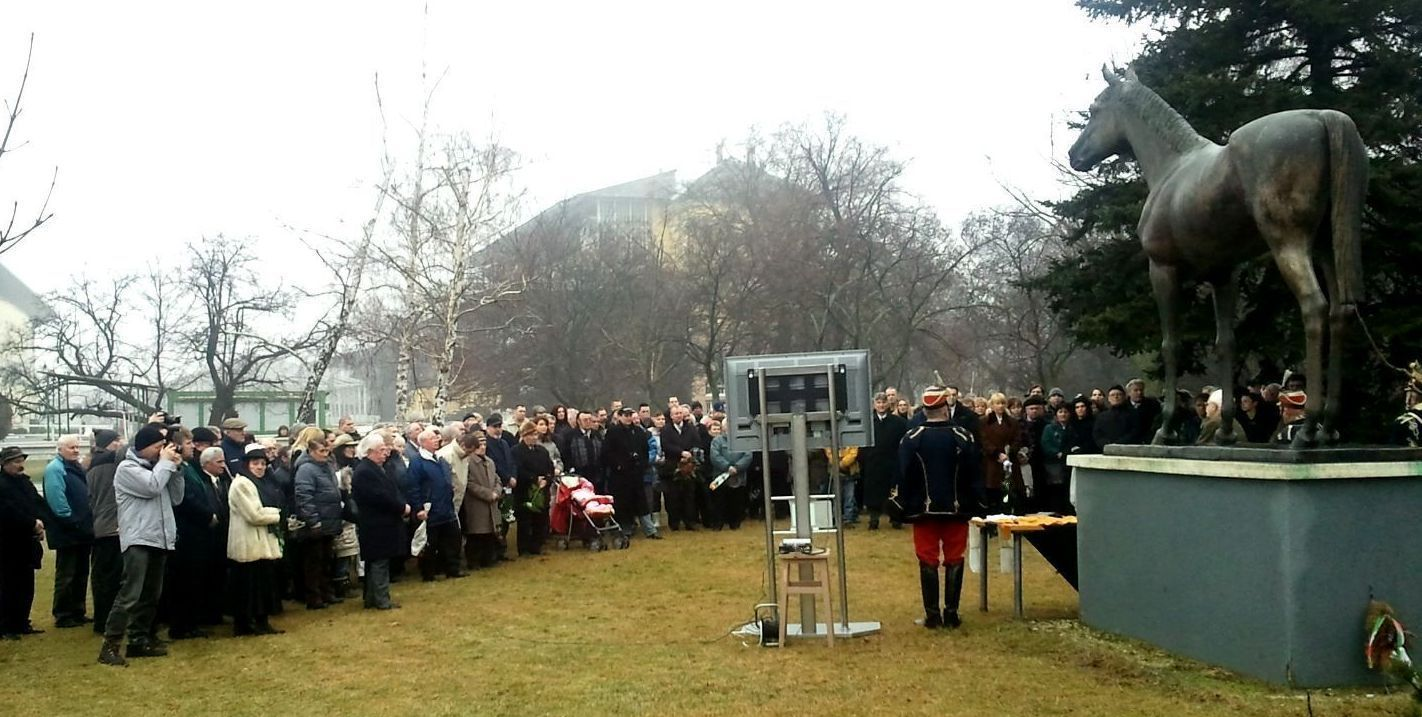